# Mikey Welsh
Mikey Welsh (* jako Michael Edward Welsh; 20. dubna 1971, Syracuse, New York, USA – 8. října 2011, Chicago, Illinois, USA) byl americký hudebník a umělec. V letech 1998–2001 byl členem skupiny Weezer.

## Diskografie

### Weezer
- 2001 – Weezer
- 2005 – Winter Weezerland

### Jocobono
- 1995 – Jocobono

### Juliana Hatfield
- 1998 – Bed
- 2000 – Juliana's Pony: Total System Failure
- 2002 – Gold Stars 1992–2002: The Juliana Hatfield Collection

### The Kickovers
- 2002 – Osaka

### Heretix
- 1993 – The Adventures of Superdevil